# За кого бие камбаната
„За кого бие камбаната“ е роман от Ърнест Хемингуей, публикуван през 1940 г. Той разказва историята на Робърт Джордан, млад американец в Интернационалните бригади присъединил се към републиканските партизани по време на испанската гражданска война. Като динамитчик на него му е заповядано да взриви мост по време на настъплението към Сеговия. Книгата се разглежда като една от най-добрите творби на Хемингуей, наред с Слънце изгрява, Старецът и морето и Сбогом на оръжията.

## Подготовка
Ърнест Хемингуей написва За кого бие камбаната в Хавана, Куба, Кий Уест, Флорида, и Сън Вали, Айдахо, през 1939 г. В Куба той живее в хотел Амбос-Мундос, където работи върху ръкописа. Романът е приключен през юли 1940 и публикуван през октомври. Базира се на опита на Хемингуей през Испанската гражданска война и изобразява протагониста, американеца Робърт Джордан, който се бие с испански войници на страната на републиканците. Прототип на главния герой в романа е Умар Джиорович Мамсуров-Хаджи кавказец по произход, майор от съветското военно разузнаване, който е изпратен като интербригадист в подкрепа на Испанската република в развихрилата се гражданска война в страната. Мамсуров-Хаджи се озова в този кипящ казан, като специалист по организиране на партизанска война, минно-подривни дейности и саботажи. На Пиренеите той е действал с псевдоним „полковник Ксанти“, македонец по националност, за което до голяма степен е допринесла външната прилика между кавказците и левантинците. Хемингуей случайно среща „полковник Ксанти“ по фронтовете на Испанската гражданска война и беседвайки с него за войната и за случки от собственият му живот, писателят старателно записвал в бележника си всяка подробност за неговите действия в тила на противника. Навярно от тук и поразителната точност в опианието на специфичните действия на главния герой в романа – Робърт Джордан при изпълнението на главната задача, поставена му от републиканското ръководство – взривяването на важно комуникационно съоръжение (мост). „За кого бие камбаната“ е висока литературно-морална оценка и защита на Испанската република и вълнуващо свидетелство за подвига на интербригадистите, участвали в гражданската война в Испания 1936 – 1938 г.
Персонажите в романа включват тези, които са напълно белетристични, тези, които са базирани на реални хора, но са белетризирани, и тези, които са реални фигури във войната. Действието се развива в планинския район на Сиера де Гуадарама между Мадрид и Сеговия и продължава 4 дни и 3 нощи. За кого бие камбаната става избор на клуб „Книга на месеца“, продадени са половин милион копия в рамките на месеци, номинирана е за наградата Пулицър и е литературен триумф за Хемингуей. Издадена на 21 октомври 1940, първото издание е с тираж 75 000 броя на цена от $2,75.

### Заглавие
Заглавието на книгата е заето от поредицата медитации и молитви за здраве, болка и болест на метафизичния поет Джон Дон (написани, докато Дон се възстановява от една почти фатална болест), публикувани през 1624 г. като Молитви при възникващи случаи, специално Медитация XVII. Хемингуей цитира част от медитацията (използвайки оригиналния правопис на Дон) в епиграфа на книгата, който от своя страна се позовава на практиката на погребалните такси:
Човекът не е Остров, вътре в себе си затворен; Човекът има връзка с Континента, той е част от всичко друго; отмъкне ли морето буца Пръст, по-малка става територията на Европа, както, ако откъсне Полуостров цял или събори Замък на твой приятел или твой собствен замък; всяка човешка смърт ме намалява, аз съм част от цялото Човечество; затова недей да питаш за кого бие камбаната камбаната бие за теб.:

## Герои
- Робърт Джордан – американец, университетски преподавател по испански и специалист по взривове и експлозиви.
- Анселмо – възрастният водач на Робърт Джордан.
- Голц – съветски офицер, който заповядва разрушаването на моста.
- Пабло – лидер на група партизани антифашисти.
- Рафаел – некомпетентен и мързелив, но добронамерен партизанин, циганин.
- Мария – младата любовница на Робърт Джордан.
- Пилар – съпругата на Пабло. Възрастна, но строга жена, тя де факто е водач на партизанския отряд.
- Карков – съветски агент и журналист в Мадрид, приятел на Джордан.
- Агустин – цапнат в устата партизанин, на средна възраст.
- Ел Сордо – лидер на друг партизански отряд.
- Фернандо – партизанин на средна възраст.
- Андрес и Еладио – братя, членове на отряда на Пабло.
- Примитиво – млад партизанин в отряда на Пабло.
- Хоакин – ентусиазиран тийнейджър комунист, член на отряда на Сордо.